# Комнино-Варваци, Георгий Викентьевич
Георгий Викентьевич Комнино-Варваци (1876, Таганрог — 1917, там же) — русский орнитолог-любитель. Потомок национального героя Греции Иоанниса Леонтидиса, также возводивший себя к династии императоров Византии Комнинов. Автор двух статей о птицах.

## Биография
Родственники Георгия по мужской линии возводили себя к императору Алексею I из династии Комнинов. Прапрадедом Георгия Комнино-Варваци был Иоаннис Леонтидис, национальный герой Греции по прозвищу Варвакис. Его дочь стала женой Николая по фамилии Комнено, который возводил себя к династии Комнинов. В браке они основали новую династию, получившую названия Комнино-Варваци. В этой семье было 5 детей. Один из них — дед Георгия, Егор, который женился на француженке Юлии Рибадо. В браке с ней он имел 8 детей. Один из сыновей пары, Викентий, стал медиком, постигнув это искусство в Швейцарии, откуда вернулся в Россию с супругой Марией по фамилии Кальванитская. В этом супружестве родилось 12 детей; четвёртым по счёту в 1876 году в Таганроге родился Георгий.
Будучи ещё совсем маленьким, Георгий переболел менингитом, который тогда не излечивался до конца, как следствие, до конца жизни Георгий страдал нервным расстройством. По достижении совершеннолетия он вступил в брак с дочерью учителя немецкого языка в Таганрогской гимназии Эльвире Эдуардовне Виссор, немке по происхождению. Вместе с ней направился в Санкт-Петербург, где учился на Географическом факультете Императорского Санкт-Петербургского университета. Его супруга обучалась иностранным языкам здесь же. Однако на третьем курсе у пары родился старший ребёнок, и супругам пришлось покинуть столицу империи, отправившись обратно домой. Всего в семье родилось трое детей, один из которых, сын Борис, умер рано, а остальные, дочери Татьяна и Нина, дожили до взрослых лет.
Работал на государственной службе и был нештатным контролёром на фабрике по производству табачной продукции. В 1910 году из-за нервного расстройства, развившегося из-за менингита, Георгий открыл стрельбу в доме из револьвера, грозясь взорвать здание. Из-за этого инцидента его направили на принудительное лечение в Ростовскую нервно-психиатрическую лечебницу. Скончался он в, как отмечает орнитолог Е. Шергалин, «переломный для России» 1917 год.

## Вклад в науку
Нет данных о том, благодаря чему или кому Георгий решил заняться орнитологией, однако уже в возрасте 20 лет, в 1896 году, он наблюдал за птицами и охотился. Десять лет спустя была опубликована его первая статья, получившая название «О пролёте птиц», которую у Георгия принял «Охотничий вестник». В ней он рассказал о своих наблюдения за канюками и другими хищными птицами, о способе их полёта, особо удивляясь тому, насколько внезапно появлялись, а затем исчезали представители вида сарычей. Георгий задавался в работе и другими вопросами, например, влиянием метеорологических условий на полёт птиц и вопросами их охраны от детей, впрочем, так и не приведя никаких количественных показателей и сравнений. Он также назвал полёт «интересным явлением», что, по мнению Шергалина, говорит о высокой степени впечатлительности и романтичности автора.
В следующем году Георгий опубликовал вторую статью, которая стала его реакцией на работу Л. А. Мозгалевского «Об альбинизме у птиц» того же года. В ней он призвал охотников убитых ими таковых птиц отдавать на исследования и опечалился, что не смог сделать такой вклад в науку сам, когда его родственник убил такую птицу вида вальдшнеп на его даче. Помимо этого он рассказал и о наблюдении за воробьями-альбиносами.

## Работы
- О пролёте птиц в окрестностях Таганрога // Русский орнитологический журнал. — СПб., 2016. — Т. 26, вып. Экспресс, № 1368. — С. 4541—4544. — ISSN 1026-5627. (Второе издание, впервые опубликовано в «Охотничьем вестнике» в 1906 году)
- Ещё об альбинизме у птиц // Русский орнитологический журнал. — СПб., 2016. — Т. 26, вып. Экспресс, № 1368. — С. 4545—4546. — ISSN 1026-5627. (Второе издание, впервые опубликовано в «Охотничьем вестнике» в 1907 году)